# Leg Pond
Leg Pond is een meer in de Canadese provincie Newfoundland en Labrador. Het 4 km² metende meer bevindt zich op het Great Northern Peninsula in het uiterste noorden van het eiland Newfoundland.

## Geografie
Leg Pond ligt aan de noordelijke voet van de 625 m hoge Barr'd Harbour Hill. Dat is de hoogste berg van de Highlands of St. John, een westelijk subgebergte van de Long Range. Het meer is relatief rechthoekig gevormd met langs zijn noordwest-zuidoostas een lengte van 5,7 km en een maximale breedte van net geen kilometer.
De rivier de Castors vindt zijn oorsprong aan het noordwestelijke uiteinde van Leg Pond. Die rivier mondt 11 km verder bij de plaats Castors River South uit in St. John Bay.
Het meer is bereikbaar via enkele grindwegen die voornamelijk bedoeld zijn voor houthakkers.